# Kim Ryholt
Kim Steven Bardrum Ryholt (Somerville, Nueva Jersey, 19 de junio de 1970) es profesor de Egiptología de la Universidad de Copenhague, especialista en historia y literatura egipcia, campo en el que destacan sus hipótesis en relación con la cronología del segundo periodo intermedio del Antiguo Egipto. Desde el año 1999 está a cargo del Proyecto Papyrus Carlsberg Collection, de cuyas publicaciones asociadas es editor desde el 2000. En el año 2008 fue nombrado director del centro de investigación Canon and Identity Formation in the Earliest Literate Societies bajo el auspicio del Programa de Excelencia de esta universidad.

## Biografía
Cursó estudios de egiptología en las universidades Julius-Maximilians de Wurzburg, la Freie Universität de Berlín y en la propia Universidad de Copenhague, donde obtuvo su maestría (1993) y posteriormente su doctorado (2000).

## Contribuciones al estudio delSegundo periodo intermedio

### ElCanon de Turín
Ryholt es reconocido por su estudio de este dañado documento de papiro conocido como Canon de Turín, el cual examinó personalmente. Su análisis le ha permitido proponer nuevas visiones e interpretaciones de la historia política del Segundo periodo intermedio de Egipto, plasmadas en su trabajo The Political Situation in Egypt during the Second Intermediate Period c. 1800-1550 B.C. (La situación política en Egipto durante el Segundo periodo intermedio c. 1800-1550 a. C.) publicado en 1997 y en el que desarrolla sus hipótesis sobre este periodo a la luz de los nuevos estudios y hallazgos realizados desde que Alan Gardiner estudiara el Canon y publicara sus conclusiones en su obra Royal Canon of Egypt en el año 1959.
En su obra, Ryholt también cataloga todos los monumentos conocidos, inscripciones y sellos de los reyes de este período tomando nota de los numerosos y recientes descubrimientos arqueológicos, incluyendo el de un nuevo rey hicso llamado Sakir-Har y el hallazgo, a mediados de la década de 1990, de unas jambas en Gebel Antef que establecieron que el faraón Sejemra Shedtauy Sobekemsaf (Sobekemsaf II) fue el padre de los reyes tebanos de la dinastía XVII, Intef VI e Intef VII.
Además de este libro, Ryohlt ha publicado otros estudios referentes al Canon como parte de los Zentrum für Allgemeine Sprachwissenschaft (ZAS Papers in Linguistics) y análisis acerca de la naturaleza del documento.

### La dinastía XIII
Uno de los debates que Ryholt propone es la evidencia de que el primer rey de la dinastía XIII sería Sejemra Jutauy Amenemhat en lugar de Ugaf. Otra hipótesis refiere a los orígenes foráneos del rey Jendyer de la semítica dinastía XIII, cuyo reinado - de acuerdo con los registros fechados de control de los trabajadores que figuran en los bloques de piedra de su complejo funerario -, duró un mínimo de cuatro años y tres meses.

### La dinastía XIV
Otra cuestión planteada por este egiptólogo está en relación con la identidad y datación de la dinastía XIV. Ryholt - al igual que Manfred Bietak - sostiene que esta dinastía fue una predecesora de la dinastía XV, pero se diferencia en lo atinente a la contemporaneidad de la anterior con la dinastía XIII proponiendo la fundación de esta última alrededor de 1800 a. C. hasta su colapso c. 1650/ 1648 a. C. Esta hipótesis es confrontada por Daphna Ben-Tor y James y Susan Allen. La propuesta de Ryholt de que los reyes Sheshi, Ahotepra y Sejenra Yakebmu fueron también gobernantes de la dinastía XIV es cuestionada en este trabajo que estudia los niveles de estratos conocidos de sus sellos, los cuales, desde su punto de vista, indican que datan de la segunda mitad de la dinastía XV de los hicsos y no son contemporáneos de la dinastía XIII. Sheshi, Yakebmu y Ahotepra son más probablemente reyes vasallos hicsos en el delta.
También Ryholt ha sugerido que Sheshi, uno de los reyes mejor documentados de la dinastía XIV, era contemporáneo de la temprana dinastía XIII basado en un depósito arqueológico en Uronarti donde la impresión del sello de este rey fue encontrada junto con las impresiones de dos de los primeros reyes de la egipcia dinastía XIII. Sin embargo, Ben-Tor ha planteado que la datación del sello de Maaibre Sheshi no es fiable y que muy probablemente sea un sello del imperio nuevo. De acuerdo con Ben-Tor, Reiser reportó que dos fragmentos adicionales de sellos de los encontrados en Uronarti, muy probablemente expongan diseños de la dinastía XVIII. Esto confirmaría el caso de intromisiones de la dinastía XVIII entre el bulto de sellos del imperio medio tardío en este sitio. Ben-Tor también señala que la probabilidad de intromisiones del imperio nuevo en las excavaciones de Uronarti "fue confirmada por Yvonne Markowitz", y también "reconocida por Reisner". Por lo tanto, las excavaciones de Uronarti no son seguras dado que contienen sellos escarabeos que portan los tipos de las dinastías del imperio nuevo; es decir, los sellos Sheshi encontrados en este sitio no deberían usarse para datar a este rey asiático en la temprana dinastía XIII. Ben-Tor enfatiza que el uso de escarabeos del segundo periodo intermedio en la dinastía XVIII está documentado en Tell el-Daba, donde un número significativo de ejemplos de este tipo fueron encontrados recientemente en sitios arqueológicos fechados durante el reinado de Tutmosis III.

### La dinastía XVI
También Ryholt argumenta fuertemente sobre la posibilidad de que la dinastía XVI estuviera compuesta por reyes tebanos de los que se conservan pobres testimonios, como Nebirau I, Nebirau II, Seuserenra y Sejemra Shedtauy (los cuales aparecen en la última página restante del Canon de Turín), más que en reyes vasallos hicsos del Bajo Egipto como es generalmente aceptado.

## Publicaciones
Además de los trabajos mencionados y de su estudio acerca de los papiros y la literatura demóticos y su análisis de la estela de la tormenta de Amosis I, Ryholt también ha publicado varios libros y artículos; entre ellos:
- The Story of Petese son of Petetnum, and Seventy Other Good and Bad Stories (1999)
- The Petese Stories II (2006)
- Narratives from the Tebtunis Temple Library
- The Antiquities Trade in Egypt, 1880's-1930's: The H. O. Lange Papers (escrito junto con F. Hagen)